# Melasma strictum
Melasma strictum är en snyltrotsväxtart som först beskrevs av George Bentham, och fick sitt nu gällande namn av Hassler. Melasma strictum ingår i släktet Melasma och familjen snyltrotsväxter. Inga underarter finns listade i Catalogue of Life.